# コーン・ウイスキー

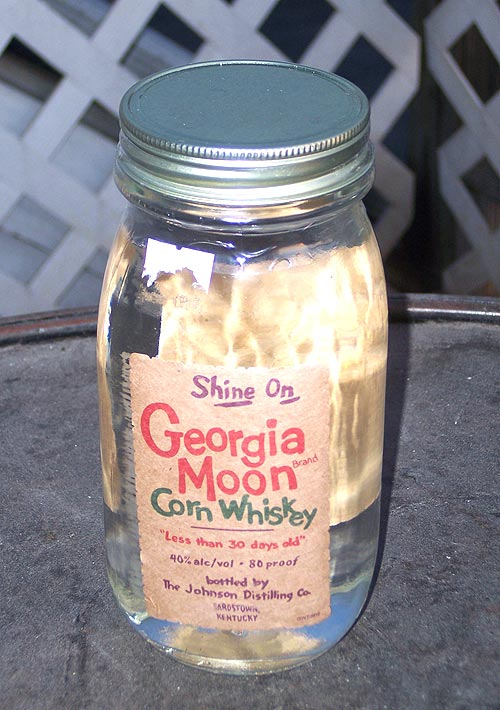
熟成30日以内で出荷されているコーンウイスキー。禁酒法時代の密造酒を模した製品。熟成期間が短いため、ほぼ無色透明。なおアメリカ英語で密造酒を「moonshine」と綴るが、この製品のラベルにも「moon」と「shine」の文字が見られる。

コーン・ウイスキー（英語: corn whisky）とは、原料グレインとして80パーセント以上のコーン（トウモロコシ）を含むマッシュから造られ、80パーセント以下のアルコール濃度に蒸留したアメリカ産のウイスキー（アメリカン・ウイスキー）である。しばしば、「コーン・リカー」、あるいは「コーン・スピリッツ」とも呼ばれる。
コーン・ウィスキーには熟成させる義務はなく、そのまま出荷しても構わない。この場合、液色は無色透明である。なお、もし熟成させる場合は、新品の焼き焦がしを入れていないオーク（ノンチャードオーク）製の樽か、中古の樽を使って熟成させねばならない。また熟成させたとしても、熟成期間は通常短く、6ヶ月程度のことが多い。ただし、もっと長く熟成させることもある。バーボン・ウイスキーもコーン・ウイスキーも、共にトウモロコシを主原料としているが、内面を焦がした新しいアメリカンオーク樽で熟成させた場合のみバーボン・ウイスキーとなり、中古バーボン樽やそれ以外の樽で熟成させた場合はコーン・ウイスキーとなる。（※コーン・ウイスキーは熟成しなくてもいい）